# ملفين بلوك
ملفين بلوك (بالإنجليزية: Melvin Block)‏ هو محامي أمريكي، ولد في 1928، وتوفي في 10 يونيو 1985.